# 割裂圓盤海麒麟
割裂圓盤海麒麟（學名：Sebadoris fragilis）是裸鰓目海牛亞目圓盤海麒麟科之下的一個物種。

## 分佈
本物種基本上分佈於歐洲西班牙及葡萄牙海域，也見於紅海；但台灣也曾見其踪影。